# Satyrium thalia
Satyrium thalia is een vlinder uit de familie van de Lycaenidae. De wetenschappelijke naam van de soort werd als Thecla thalia in 1893 gepubliceerd door Leech.